# Micralestes congicus
Espèce
Statut de conservation UICN

 LC  : Préoccupation mineure
Micralestes congicus est une espèce de poisson appartenant à la famille des Alestidés.